# Ermita de la Virgen de la Cabeza (Valencia de Alcántara)
La ermita de la Virgen de la Cabeza es una ermita del siglo XV ubicada en la pedanía de La Aceña de la Borrega, perteneciente al municipio español de Valencia de Alcántara, en la provincia de Cáceres.
Fue fundada como oratorio por el fraile franciscano Juan de Palos, uno de los Doce Apóstoles de México, y desarrollada como edificio por la familia noble Cid de Rivera, que durante cinco siglos la ha mantenido en un terreno de su propiedad, organizando aquí anualmente una conocida romería el Lunes de Pascua.
En 2021, la Junta de Extremadura incluyó esta ermita en el Inventario de Patrimonio Histórico y Cultural de Extremadura.

## Localización
Se ubica en el sur del municipio, a poco más de un kilómetro de distancia del límite con la provincia de Badajoz. La localidad más cercana en el término es La Aceña de la Borrega, unos 3 km al suroeste del edificio. Se accede a la ermita desde esta pedanía a través del camino de la Data, señalizado y con 4,4 km de longitud.
Se sitúa en una amplia zona granítica, en la vertiente oriental de uno de los cerros graníticos, de 662 m s. n. m. de altitud. Los valles entre los afloramientos se aprovechan como huertos frutales, alcornocales o castañares, con plantaciones de eucaliptos en el tramo final del camino que lleva a la ermita.

## Historia
La ermita de la Virgen de la Cabeza es una de las más antiguas de Valencia de Alcántara, remontándose su origen a los últimos años del siglo XV cuando el fraile Juan de Palos, miembro del convento franciscano de los Majarretes, se recluyó en este paraje retirado y edificó un oratorio, buscando emular a san Francisco de Asís. Así se puede leer en la gastada inscripción pintada en una de las vigas del coro: 

ESTE COXO Y ESTA XERMITA LOS MANDO ASER EL ERMANO JVAN PALOS A SV COSTA Y DE SVS BIENES PROPIOS EN NOVIEMVRE 8 DE 14…

Según Corchero Ramajo, este fraile lego provendría de la población onubense de Palos de la Frontera y posteriormente formaría parte de la expedición franciscana conocida como los "Doce Apóstoles de México", encabezada por Fray Martín de Valencia, que en el año 1524 partió hacia el Nuevo Mundo. Finalmente, Fray Juan de Palos fallecería en Florida en el año 1527.
La ermita fue construida por la familia Cid de Rivera, en el mismo lugar del oratorio de Juan de Palos, en virtud de otorgamiento de un voto por la concesión de la hidalguía por parte de los Reyes Católicos a esta familia en 1498. Este apellido sigue manteniendo el edificio y organizando la tradicional romería de Lunes de Pascua, celebración que se remonta al menos al año 1791, y continúa realizándose en la actualidad con misa en la explanada, degustación de bollos de pascua y procesión por el entorno. Asimismo, en el interior de la capilla se conservan numerosos exvotos, fruto de la devoción profesada por los valentinos a la Virgen de la Cabeza.

## Descripción
Destaca el alto valor paisajístico de la ermita, integrada entre los bolos graníticos del cerro donde se ubica. Desde la base del promontorio, junto a la casa rural, parte una vereda empedrada que, tras recorrer 140 m, llega hasta la ermita, a la que solo se puede acceder a pie.
Se trata de una construcción de pequeñas dimensiones, de 119 m² de superficie construida, orientada hacia el este, asentada sobre los afloramientos graníticos propios de la zona. Presenta una cubierta a dos aguas, excepto en su esquina suroeste donde parece haberse realizado un aumento de volumen, que cuenta con cubierta a un agua. En ambos casos se ha utilizado teja mixta.
La ermita cuenta con dos patios al aire libre, uno, orientado hacia el sur, por donde se accede, y un segundo, al este donde se sitúa la fachada principal. Este segundo espacio está pavimentado con losas de granito y pizarra y cuenta con un banco corrido adosado perimetralmente a las paredes y tapias. Desde este patio se llega a un manantial de agua potable.
La capilla presenta porche a un agua hacia este patio enlosado. Abre la portada en arco de medio punto, recercado con mortero de cal imitando piezas de cantería. Corona la fachada una sencilla espadaña con arquillo y cruz, aunque la campana es de fabricación reciente. La capilla propiamente dicha es rectangular, sin espacios para bancos, con bóveda de cañón. A mano derecha, hay una benditera de piedra berroqueña; las paredes están revocadas con cal y decoración con despiece de sillares. El coro es de madera. La pared del fondo presenta tres poyos de cantería, a distinta altura, a modo de altar, todos ellos atestados de imágenes sin especial valor. La propia Virgen de la Cabeza, muy repintada, es una imagen de candelero, con el Niño y un elemento que parece incompleto (quizás un cetro).
Al norte de la capilla se encuentra una sacristía, se guardan aquí las andas de la Virgen. Desde ella, a través de sendas escaleras, se accede al coro y a un habitáculo para colocar las velas.
En general, pese a que la ermita se mantiene en buen estado, se observan materiales y actuaciones inapropiados como la teja mixta de las cubiertas; la puerta de chapa de la capilla o sobre la imagen titular.

## Uso actual
La ermita sigue siendo actualmente una propiedad privada de la familia Cid de Rivera, cuyos antepasados la crearon a finales del siglo XV. Esta familia se encarga de la organización de una tradicional romería en este lugar, que se celebra todos los años el Lunes de Pascua, existiendo constancia de su celebración ya a finales del siglo XVIII. Existe gran religiosidad en el municipio en torno a la imagen de la Virgen de la Cabeza, pues la romería congrega a numerosos vecinos del municipio, tanto de la capital municipal como de sus pedanías, y está arraigada además la costumbre de depositar exvotos en las proximidades del altar.